# Григорьев, Иван Васильевич (Герой Социалистического Труда)
Иван Васильевич Григорьев (1 октября 1933 — 6 мая 2014) — советский и российский организатор агропромышленного производства, директор госплемзавода, затем — сельскохозяйственного производственного кооператива ордена Трудового Красного Знамени племзавода «Россия». Герой Социалистического Труда.

## Биография
Родился в крестьянской семье.
В 1967 г. окончил Челябинскую советско-партийную школу, в 1976 г. — Заочную высшую партийную школу при ЦК КПСС.
В 1955—1969 гг. работал в колхозе им. Андреева (Оренбургская обл.); шофером, бригадиром, управляющим центрального отделения Хайбуллинского зерносовхоза (Башкирская АССР).
В 1969 г. переехал в Челябинскую область:
- 1969—1970 гг. — инженером по снабжению, председатель рабочего комитета совхоза «Тепличный» Сосновского района,
- 1970—1975 гг. — секретарь парткома совхоза «Митрофановский».

С декабря 1975 г. — директор госплемзавода «Россия» Челябинской области. В 1976 г. был избран первым секретарем Сосновского райкома КПСС, некоторое время совмещал две должности, но затем отказался от партийной работы. Под его руководством сельхозпредприятие стало одним из крупнейших в области, специализировалось на производстве молока, картофеля и являлось основным репродуктором племенного скота черно-пестрой породы. Благодаря серьезной селекционно-племенной работе было создано высокопродуктивное стадо, состоящее из чистопородных элитных животных класса рекорд.
И. В. Григорьев стажировался в США и ФРГ, изучал опыт организации животноводства в Австрии и Нидерландах. Это позволило добиться серьезных результатов: надой на одну корову достиг 5067 кг, производство молока возросло в 1,5 раза, мяса и мясной продукции = в 1,3 раза, продажа молока — в 1,5, мяса — в 1,2, племенная продажа достигла 400 голов.
Избирался делегатом XXVI съезда КПСС.
Похоронен на кладбище посёлка Мирный.

## Награды и звания
Герой Социалистического Труда. Награждён орденами Ленина, Октябрьской революции, Трудового Красного Знамени, «За заслуги перед Отечеством» IV степени; медалями «За трудовую доблесть», «50 лет Победы в Великой Отечественной войне 1941—1945 гг.».
Заслуженный работник сельского хозяйства Российской Федерации. Почетный гражданин Сосновского района Челябинской области.